# Abd al-Mumin (calife)
Pour les articles homonymes, voir Abd al-Mumin.
Abdul-Mu'min ben Ali ou Abdelmoumen, en arabe : عبد المؤمن بن علي الكومي, né entre 1094 et 1106 près de Nedroma (Algérie actuelle), dans le massif des Trara, et décédé en 1163 à Salé,, est le premier calife almohade de la dynastie mouminides, régnant de 1147 à sa mort.   

## Biographie

### Jeunesse
ʿAbd al-Mumin appartient à la tribu des Koumia qui fait partie de la confédération des Beni Faten. Il est né entre 1094 et 1106 au pied du mont Tejra, entre Honaïne et Nedroma, dans le pays des Trara, dans l'Algérie actuelle. Tout comme Ibn Toumert, il revendique une ascendance idrisside pour légitimer son pouvoir
Il est le fils d'un potier Ali ben Makhluf al-Kumi et de son épouse Ta'lu bint Atiyya ben al-Khayr. Durant sa jeunesse, il étudie à l'école du village, puis dans une mosquée de Tlemcen. « Il était, dit el-Baïdaq, doué d'une vive intelligence ; pendant le temps qu'il faut à un homme pour saisir une question, il en comprenait dix ». Le jeune étudiant veut perfectionner ses qualités à l'école des maîtres réputés, aussi se décide-t-il à se rendre en Orient, vers Bagdad, sous la conduite de son oncle. Il ne dépasse cependant pas Bejaïa, la capitale hammadide.
Dans un village voisin nommé Mellala, il rencontre le prédicateur Ibn Toumert, après que celui-ci ait été expulsé de Béjaïa où il était venu prêcher sa doctrine rigoriste, peu appréciée des habitants de la ville.
L'historiographie locale donne volontiers à la rencontre entre Ibn Toumert et d'Abd al-Mumin un caractère « miraculeux ». Ibn Toumert est hanté par des songes, dont la signification l'inquiète ; il voit en Abd el Mumin l'homme prédestiné. « Voici, prophétisa Ibn Tûmart, qu'est venu le temps de la victoire. Et il n'est point de victoire sans l'assistance d'Allah, le puissant, le sage [Coran]. Demain viendra près de vous un homme en quête de science : bonheur à qui le reconnaîtra, malheur à qui le désavouera ! » À son entrée, Ibn Toumert prononce le nom du père et du village du nouveau venu et l'invite à ne pas poursuivre en Orient une science qu'il pourrait trouver sur place.
Quand le soir tombe, Ibn Toumert prit par la main Abd al-Mumin et ils s'en allèrent. Au milieu de la nuit, Ibn Toumert l'appela : « « Abu Bakr [el-Baïdaq], donne-moi le livre qui se trouve dans l'étui rouge ! » Je le lui remis et il ajouta : « Allume-nous une lampe ! » Il se mit à lire ce livre à celui qui devait être le Calife après lui, et tandis que je tenais la lampe, je l'entendais qui disait : « La mission sur quoi repose la vie de la religion ne triomphera que par Abd al-Mumin, le flambeau des Almohades ! » Le futur Calife, entendant ces paroles, se mit à pleurer et dit : « Ô fakîh, je n'étais nullement qualifié pour ce rôle ; je ne suis qu'un homme qui recherche ce qui pourra le purifier de ses péchés. Ce qui te purifiera de tes péchés, repartit l'Impeccable [Ibn Toumert], ce sera le rôle que tu joueras dans la réforme de ce bas monde. » Et il lui remit le livre en lui disant : « Heureux les peuples dont tu seras chef, et malheur à ceux qui s'opposeront à toi, du premier au dernier » ». Selon al-Marrākus̲h̲ī, ʿAbd al-Muʾmin fut en 517 (1123) pour la première fois gratifié du titre d'Amīr al-Muʾminīn, qu'Ibn Toumert lui conféra lorsqu'il le mit à la tête d'une expédition contre Marrakech. C'est à partir de ce moment-là, qu'il fut considéré comme le commandant en chef de l'armée almohade. Jusqu'à la mort du Mahdī, ʿAbd al-Muʾmin était le bénéficiaire de toute sorte de gentillesse et de considération de ce dernier, qui lui ordonnait souvent de diriger à sa place la prière du vendredi.

### Ascension au pouvoir
En mourant, Ibn Toumert laisse à ses disciples dont Abd-al Mumin un État constitué et doté d'une puissante armée formée de plusieurs tribus masmoudiennes du Haut Atlas. Ce Berbère zénète, surnommé le « flambeau des Almohades » par Ibn Toumert, succède alors à ce dernier. Il transforme la structure politique en monarchie héréditaire et s'appuie sur sa tribu d'origine les Koumya de la région de Nedroma et les Hilaliens qu'il intègre dans l'armée régulière.
En 1128, Abd al Mu'min cache pendant trois ans la mort d'Ibn Toumert, le temps d'asseoir son autorité politique au sein des Masmoudas. Durant cette période il épousa Safiya bint Abi Imran puisqu'il avait grièvement besoin du support de la population de Tinmel pour assoir son pouvoir. Il est également allégué qu'il épousa une fille du cheikh Abou-Hafs, émir de la tribu des Hintata et chef des Almohades,. Cependant les registres Almohades ne citant qu’il n’eut qu’un seul beau-père dont l’identité est confondue et qu'il fut monogame produit de ses origines berbère, les autres femmes de son ménage furent des concubines. Abd-al Mumin parvenu avec l'aide de beau-père, à faire exécuter les dernières volontés d'Ibn Toumert, il devient le grand cheikh et calife des Almohades. Il prend la tête du mouvement religieux et de troupes organisés par Ibn Toumert et soutenus par plusieurs tribus de l'actuel Maroc. En mars-avril 1147, il fait massacrer Ishaq ben Ali, dernier souverain almoravide et étend la puissance almohade à tout le Maghreb en battant les tribus arabes coalisées contre lui et les Normands d'Ifriqiya.
Pour l'ordre de bataille, les tribus étaient classées selon un ordre hiérarchique minutieux. Abd al-Mumin fait partie de la tribu en première ligne.
Plusieurs années après la mort de son maître spirituel, Abd al-Mumin prend en 1130 le titre de calife (héritier), à l'instar d'Abou Bakr qui avait pris le titre de calife du prophète de l'islam, Mahomet, et de commandeur des croyants.
Des campagnes l'amènent du sud du Maroc jusqu'à la côte méditerranéenne, en restant toujours dans les montagnes de l'Atlas pour échapper aux armées des Almoravides. L'émir almoravide Tachfine ben Ali, poursuivi, tente de s'échapper par la mer mais se tue en tombant d'une falaise ; son cadavre est décapité et sa dépouille embaumée pour être envoyée comme trophée à Tinmel. Abd al-Mumin, après le long siège de Fès et la prise de Tlemcen, met fin à cette dynastie en conquérant leur capitale Marrakech en 1147 et en tuant le jeune héritier Ibrahim Ben Tachfin.

### Conquêtes

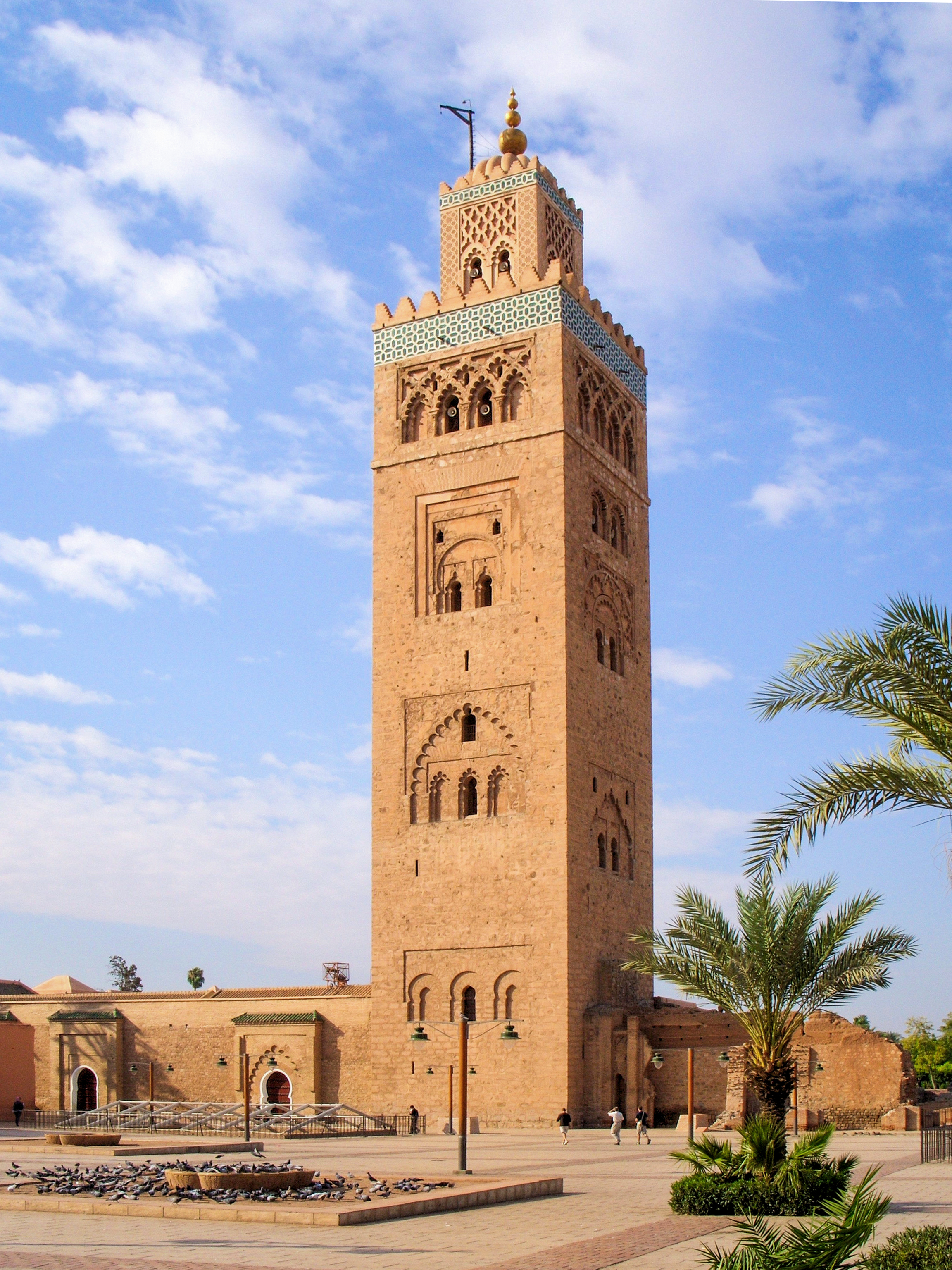
Koutoubia à Marrakech

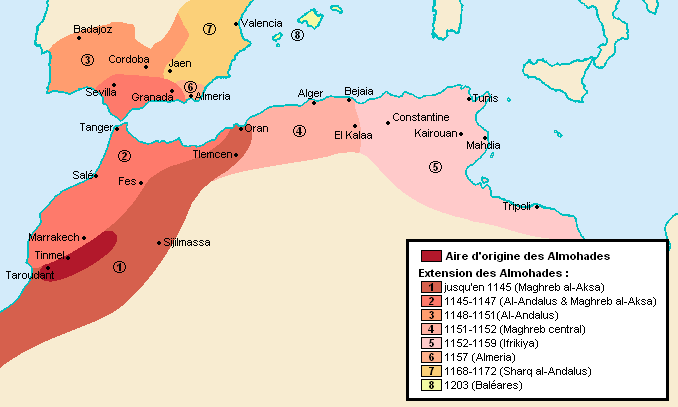
Carte chronologique de l'extension de l'Empire almohade

Il demande et obtient le soutien à son beau-père et doit recourir au soutien de sa tribu d'origine pour protéger son pouvoir et sa qualité de calife. Après avoir consolidé son gouvernement, il décide de conquérir les pays de l'est du Maghreb, y compris l'Ifriqiya alors en proie à l'anarchie et dont une partie se trouve sous le joug des Normands de Sicile du roi Guillaume le Mauvais, mis en difficulté par des révoltes internes et la rébellion du gouverneur Omar de Sfax.
Abd al-Mumin envahit d'abord le territoire de l'actuelle Algérie, en 1152-1153, défait les tribus arabo-musulmanes qui s'opposent à son passage puis vainc le prince hammadide, qui règne à Bejaïa (Kabylie), et annexe ses États. Sept ans après, en 1159-1160, il s'empare de l'Ifriqiya en battant les Normands. Le 12 juillet 1159, il entre devant Tunis, tandis que sa flotte, forte de 70 vaisseaux, croise dans le golfe de Tunis ; une délégation de notables de la ville vient au-devant du conquérant et sollicite l'aman ; le calife promet de respecter la vie et les biens des messagers présents, mais exige des autres habitants la moitié de leurs biens.

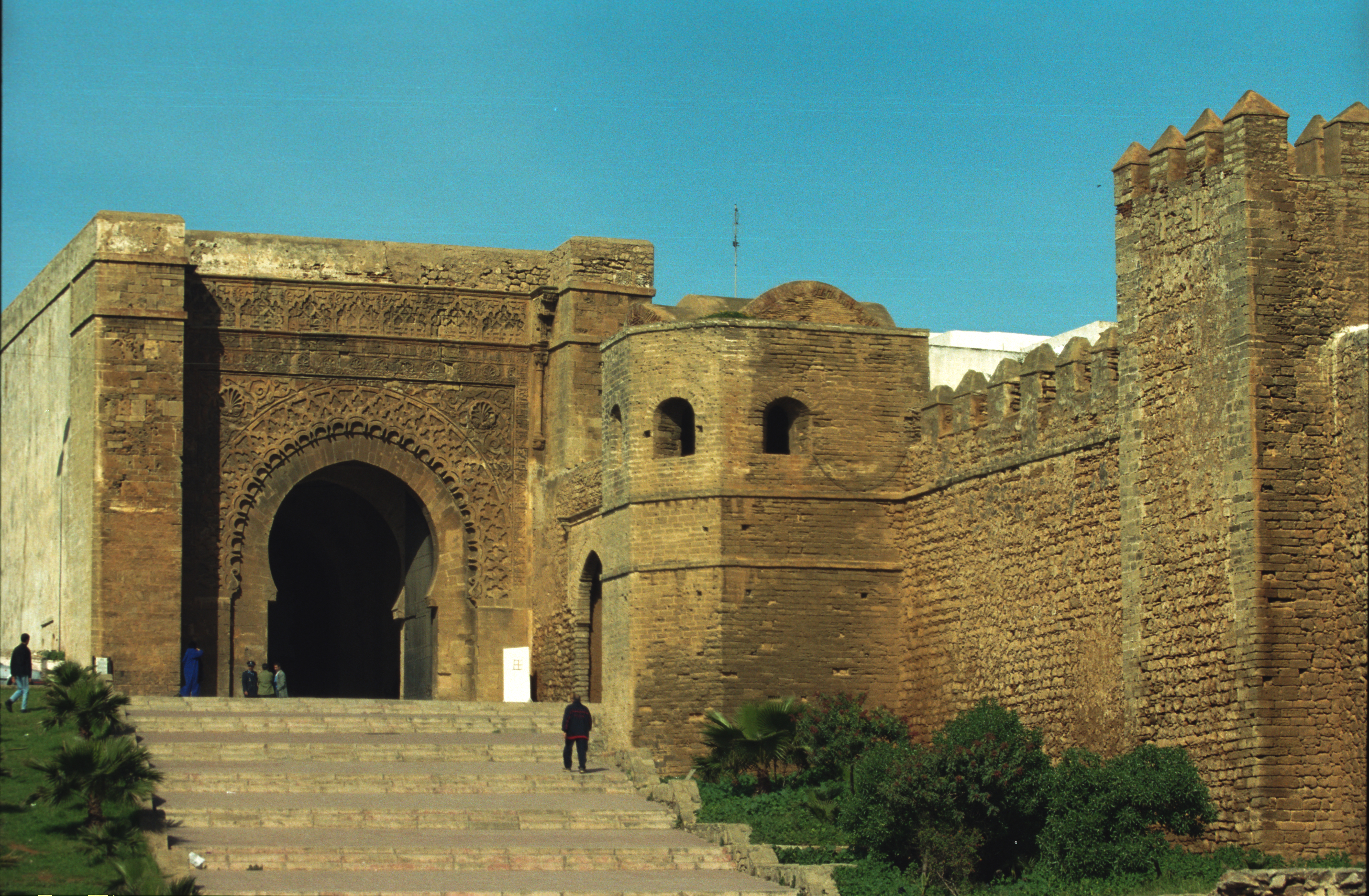
Porte de la casbah des Oudayas à Rabat

Son empire s'étend jusqu'à Tripoli et en Andalousie, jusque dans la vallée du Guadalquivir : Grenade, Cordoue et Séville tombent ainsi entre ses mains. Il ne lui reste plus alors qu'à mater la révolte de chrétiens d'Andalousie menée par un certain Muhammad ibn Mardanis. Abd al-Mumin fait reconnaître son fils Abu Yaqub Yusuf, né de son mariage a Safiya bint Abi Imran,  comme héritier et, aidé par celui-ci, fait construire une forteresse sur la rive gauche du Bouregreg, en face de la ville de Salé, pour préparer la flotte destinée à envahir l'Espagne. Cette forteresse est nommée le « camp de la victoire » (Ribat El Fath), la future Rabat. Abd al-Mumin meurut la nuit du (mercredi au) jeudi 10 djomâda II 558 (16 mai 1163), après un règne de trente trois ans huit mois et quinze jours ; il laissait seize fils et deux filles, et fut enterré à Tînmelel dans un endroit faisant face au tombeau du Mahdi.
Durant son règne, il est appuyé par cinq vizirs : Omar Aznag, Abû Ja`far (1146-1157), Abû as-Salâm (1157-1158), Abû Hafs (1158-1160) et Abû al-`Alâ (1160-1163).

## Symbolisme
Abd Al-Mumin est revendiqué comme un héros national par l'Algérie nouvelle . A Nedroma, la tradition populaire en a fait le « héros fondateur » de la cité.